# Temple maçonnique d'Hollywood
Le temple maçonnique d'Hollywood (Hollywood Masonic Temple), qui porte depuis 2002 le nom  de El Capitan Entertainment Centre est un édifice situé sur Hollywood Boulevard dans le quartier de Hollywood à Los Angeles (Californie). Il est construit à l'origine pour être un temple maçonnique en 1922, d'après les plans de l'architecte John C. Austin (en). Le bâtiment est listé au Registre national des lieux historiques depuis 1985. Cessant d’être un temple et vendu à la fin des années 1980, l'édifice accueille des événements et un studio d'enregistrement. Depuis 1998, il est la propriété de la Walt Disney Company au travers de sa filiale « Buena Vista Theatres ».

## Historique

### Le temple maçonnique
En avril 1903, une association est formée dans le but de construire une loge maçonnique à Hollywood avec un édifice servant de temple de deux étages comprenant une bibliothèque, une salle de banquet, une chambre de loge et deux espaces de stockage en sous-sol. Les architectes Burnham & Bliesner sont mandatés en juin. La loge rattaché à l'ordre d'Amaranthe est instaurée le 27 septembre 1916 et un temple est inauguré le 3 octobre sur Highland Avenue.
En 1921, la loge maçonnique d'Hollywood déménage temporairement sur l'actuel site du Théâtre Kodak tandis que la construction d'un nouveau bâtiment de trois étages est lancée par le maître de la loge Charles E. Toberman. Cet entrepreneur a aussi été chargé de la construction du Hollywood Bowl, du Grauman's Chinese Theatre, de l'Hotel Roosevelt et du siège de la société Max Factor. Le coût de construction de la nouvelle loge est de 176 678 $ dont 36 295 $ à l'achat du terrain et 56 421 $ alloués aux fournitures et décors. John C. Austin est aussi l'architecte de l'Observatoire Griffith, du Shrine Auditorium et de l'Hôtel de ville de Los Angeles.
À son ouverture, le nouveau temple était l'une des plus importants structures d'Hollywood et comprenait une salle de billard, un orgue, un salon de discussion pour les femmes, une salle de bal et les temples de la loge. Un auteur décrit l'édifice comme « inégalé en beauté, attractivité et richesse d'équipement. » La grande salle de bal a ouvert en février 1923 avec un programme de danse basé sur le concept de « l'évolution de la danse » et comprenant la danseuse Lucille Means.
Parmi les personnalités d'Hollywood, plusieurs ont été des francs-maçons dont Oliver Hardy, Harold Lloyd, Douglas Fairbanks, W. C. Fields, Cecil B. DeMille, D. W. Griffith, John Wayne, Roy Rogers et Gene Autry. Des rumeurs mentionnent l'existence non confirmée d'un tunnel secret sous Hollywood Boulevard reliant le temple maçonnique et le Mann's Chinese Theater.
Durant la Grande Dépression, plusieurs francs-maçons sont ruinés et la loge doit louer son rez-de-chaussée à un tenancier qui y installe des machines à sous illégales,.
Après la Seconde Guerre mondiale, les francs-maçons récupèrent l'intégralité de l'usage de l'édifice et en 1948 plus de 300 personnes s'entassent dans le temple maçonnique pour une cérémonie funéraire en l'honneur de D. W. Griffith.
En 1969, Harold Lloyd est honoré par une cérémonie dans le temple tandis que son nom est placé sur le Hollywood Walk of Fame juste devant le bâtiment.

### Salle d'opéra et boite de nuit
À la fin des années 1970, l'engagement dans la franc-maçonnerie décline et la loge se voit contrainte de louer le rez-de-chaussée à un restaurant.
En 1982, la loge abandonne l'édifice tandis que l'Hollywood Boulevard devient un lien de débauche. La loge vend le bâtiment à la chanteuse Rosita LaBello qui le transforme en une salle de spectacle nommée Hollywood Opera & Theater Company. Ce projet tourne court.
Dès 1987, après une rénovation, le temple rouvre sous le nom Hollywood Live Entertainment Pavilions. Ce projet mené par l'entrepreneur de Détroit James Hoseyni a couté 1,5 million de dollars pour transformer l'édifice en un centre de loisir comprenant un cabaret, un club de jazz et une boite de nuit de 800 places. Les décors intérieurs bleu et rouge du hall ont été restaurés et modifiés pour accueillir la scène d'un disc-jockey, des équipements électroniques et d'éclairage ainsi que des bars.

### Depuis 1990: Rénovation par Disney et le « Jimmy Kimmel Live »
Au début des années 1990, la Walt Disney Company rénove et exploite le bâtiment adjacent du El Capitan Theatre, qui devient la salle des premières de films du groupe Disney. À partir de 1991, Disney a besoin de place et loue à plusieurs reprises le temple pour des événements spéciaux tels que la première du film Toy Story (1995) lors de laquelle le temple est transformé en coffre à jouet.
En juillet 1998, Disney achète le temple maçonnique et le terrain de 3 200 m2 au travers d'une filiale nommée Buena Vista Theatres,.
Après une nouvelle rénovation, l'édifice rouvre en mai 2002 sous le nom d'« El Capitan Entertainment Centre », ainsi couplé à la salle de spectacle voisine. Disney a restauré les décors originaux dont les pierres aux filigranes visibles à la lumière noire, les torchères en bronze, les tuiles d'Ernest A. Batchelder et les vieilles boites aux lettres utilisées par les francs-maçons.
En 2002, le Los Angeles Times décrit l'édifice ainsi « C'est une présence impassible qui semble transcender les flux et reflux du glamour de Tinseltown, un temple néo-classique sombre qui contraste fortement avec la parade changeante de piétons, personnalités, mendiants et paparazzi qui sont passés devant elle. »
En 2007, l'émission nocturne de talk-show Jimmy Kimmel Live!, programmée sur ABC (filiale de Disney) s'installe dans un studio d'enregistrement construit derrière l'édifice.